# 3-я дивизия (Франция)
3-я дивизия (фр. 3e division (3e DIV)) — тактическое соединение сухопутных войск Франции.
Является преемницей 3-й алжирской пехотной дивизии, образованной в 1943 году и расформированной 1946 году. В 1951 году 3-я дивизия воссоздана как бронетанковая и преобразована в 3-ю бронекавалерийскую бригаду в 1991 году. Дивизия была воссоздана 20 июня 2016 года из 3-й бронекавалерийской бригады в ходе реорганизации армии (СВ), которая обозначила создание двух дивизий в составе «Сил скорпиона», представляющую собой ударное ядро сухопутных войск Франции.

## История
3-я алжирская пехотная дивизия (3e division d’infanterie algérienne (3e DIA)) — создана 15 апреля 1943 года, распущена 15 апреля 1946 года.
3-я бронетанковая дивизия (3e division blindée), наследник 3-й апд, была создана 1951 году, распущена в 31 июля 1991 года.
3-я механизированная бригада (3e brigade mécanisée (3e BM)) — создана 1 июля 1999 года с наследованием традиций.
В 2014 году 3-я механизированная бригада преобразована в 3-ю бронекавалерийскую бригаду (3e brigade légère blindée (3e BLB)).
20 июня 2016 года 3-я бронекавалерийская бригада переформирована в 3-ю дивизию (3e division (3e DIV)). Штаб-квартира находится в Марселе.

## Состав 2016
3-я дивизия подчиняется Главному штабу сухопутных войск Франции (commandement des forces terrestres (CFT)) Состоит из 25 полков и 4 учебных центров. Её численность составляет 24 627 чел. (2016). Её состав:

### Отдельные части

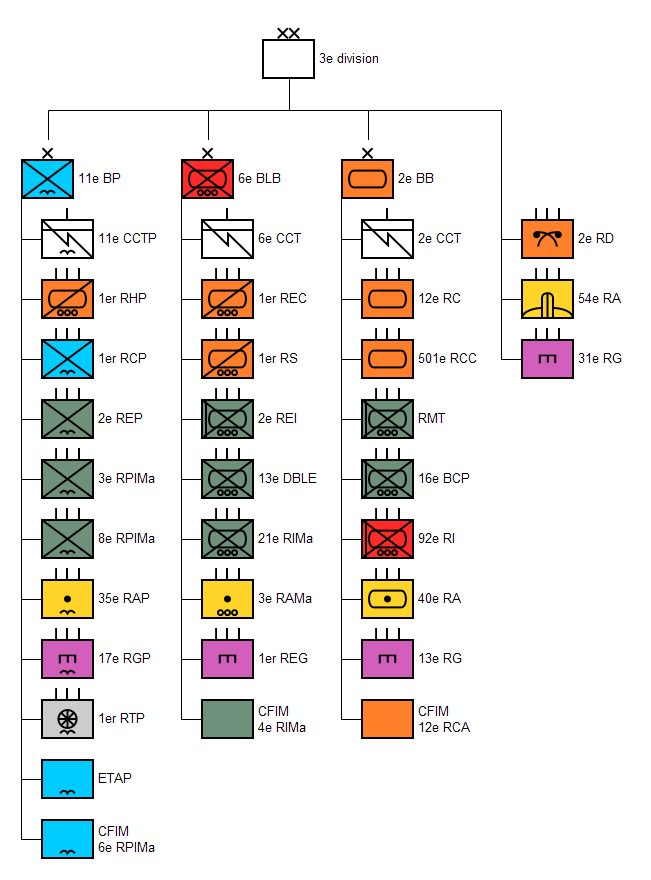
ОШС 3-й дивизии на 2019 год.

- 2-й драгунский полк РХБЗ (2e régiment de dragons — nucléaire, biologique et chimique), дислокация Фонтевро л'Абе, регион Земли Луары
- 31-й инженерный полк (31e régiment du génie (31e RG)), Кастельсарразен, регион Юг — Пиренеи
- 54-й артиллерийский полк (54e régiment d’artillerie (54e RA)), Йер, регион Прованс — Альпы — Лазурный берег. Оснащение: VAB с 20-мм пушками TC20, ПЗРК «Мистраль».

### Формирования
- 2-я бронетанковая бригада (2e brigade blindée (2e BB)), Илькирш-Граффенштаден, регион Гранд-Эст
  - 12-й кирасирский полк (12e régiment de cuirassiers (12e RC)), Оливе, регион Центральная Долина Луары, оснащение: Leclerc
  - 501-й танковый полк (501e régiment de chars de combat (501e RCC)), Мурмелон-ле-Гран, регион Гранд-Эст, оснащение: Leclerc
  - Чадский маршевый полк (Régiment de marche du Tchad (RMT)), Мейенайм, регион Гранд-Эст, оснащение: VBCI
  - 16-й шассёрский батальон (16e bataillon de chasseurs (16e BC)), Бич, регион Гранд-Эст, оснащение: VBCI
  - 92-й пехотный полк (92e régiment d’infanterie (92e RI)), Клермон-Ферран, регион Овернь — Рона — Альпы, оснащение: VBCI
  - 40-й артиллерийский полк (40e régiment d’artillerie (40e RA)), Сюипп, регион Шампань — Арденны, оснащение: CAESAR, RTF
  - 13-й инженерный полк (13e régiment du génie (13e RG)), Вальдаон, регион Бургундия — Франш-Конте
  - 2-я рота связи (2e compagnie de commandement et de transmissions (2e CCT)), Илькирш-Граффенштаден, регион Гранд-Эст
  - Вальдаонский учебный центр (Centre de formation initiale des militaires du rang de Valdahon (CFIM Valdahon)), Вальдаон, регион Бургундия — Франш-Конте
- 6-я бронекавалерийская бригада (6e brigade légère blindée (6e BLB)), Ним, регион Окситания
  - 1-й иностранный кавалерийский полк (1er régiment étranger de cavalerie (1er REC)), Марсель-Карпьянь, регион Прованс — Альпы — Лазурный Берег, оснащение: AMX-10RC
  - 1-й полк спаги (1er régiment de spahis (1er RS)), Валанс, регион Овернь — Рона — Альпы, оснащение: AMX-10RC
  - 2-й иностранный пехотный полк (2e régiment étranger d’infanterie (2e REI)), Ним, регион Окситания, оснащение: VBCI
  - 13-я полубригада Иностранного легиона (13e demi-brigade de la Légion étrangère (13e DBLE)), Ла-Кавальри-Ларзак, регион Окситания
  - 21-й пехотный полк марин (21e régiment d’infanterie de marine (21e RIMA)), Фрежюс, регион Прованс — Альпы — Лазурный Берег, оснащение: VAB
  - 3-й артиллерийский полк марин (3e régiment d’artillerie de marine (3e RAMA)), Канжуе, регион Прованс — Альпы — Лазурный берег, оснащение: CAESAR
  - 1-й иностранный инженерный полк (1er régiment étranger de génie (1er REG)), Лоден-л’Ардуаз, регион Окситания
  - 6-я рота связи (6e compagnie de commandement et de transmissions (6e CCT)), Ним, регион Окситания
  - Фрежюсский учебный центр (Centre de formation initiale des militaires du rang de Fréjus (CFIM Fréjus)), Фрежюс, регион Прованс — Альпы — Лазурный Берег
- 11-я воздушно-десантная бригада (11e brigade parachutiste (11e BP)), Бальма, регион Окситания[3]
  - 1-й парашютно-десантный гусарский полк (1er régiment de hussards parachutistes (1er RHP)), Тарб, регион Окситания, оснащение: AMX-10RC, ERC 90
  - 1-й парашютно-десантный шассёрский полк (1er régiment de chasseurs parachutistes (1er RCP)), Памье, регион Окситания, оснащение: VAB
  - 2-й иностранный парашютно-десантный полк (2e régiment étranger de parachutistes (2e REP)), Кальви, регион Корсика, оснащение: VAB
  - 3-й парашютно-десантный полк марин (3e régiment de parachutistes d’infanterie de marine (3e RPIMA)), Каркасон, регион Окситания, оснащение: VAB
  - 8-й парашютно-десантный полк марин (8e régiment de parachutistes d’infanterie de marine (8e RPIMA)), Кастр, регион Окситания, оснащение: VAB
  - 35-й парашютно-десантный артиллерийский полк (35e régiment d’artillerie parachutiste (35e RAP)), Тарб, регион Окситания, оснащение: RTF1, DRAC, Mistral
  - 17-й парашютно-десантный инженерный полк (17e régiment du génie parachutiste (17e RGP)), Монтобан, регион Окситания
  - 1-й парашютно-десантный полк материального обеспечения (1er régiment du train parachutiste (1er RTP)), Тулуза, регион Окситания
  - 11-я рота связи (11e compagnie de commandement et de transmissions parachutiste (11e CCTP)), Бальма, регион Окситания
  - Школа ВДВ (École des troupes aéroportées (ETAP)), По, регион Новая Аквитания
  - Келюсский учебный центр (Centre de formation initiale des militaires du rang de Caylus (CFIM Caylus)), Келюс, регион Окситания